# Volksentscheid „Nichtraucherschutz“ in Bayern

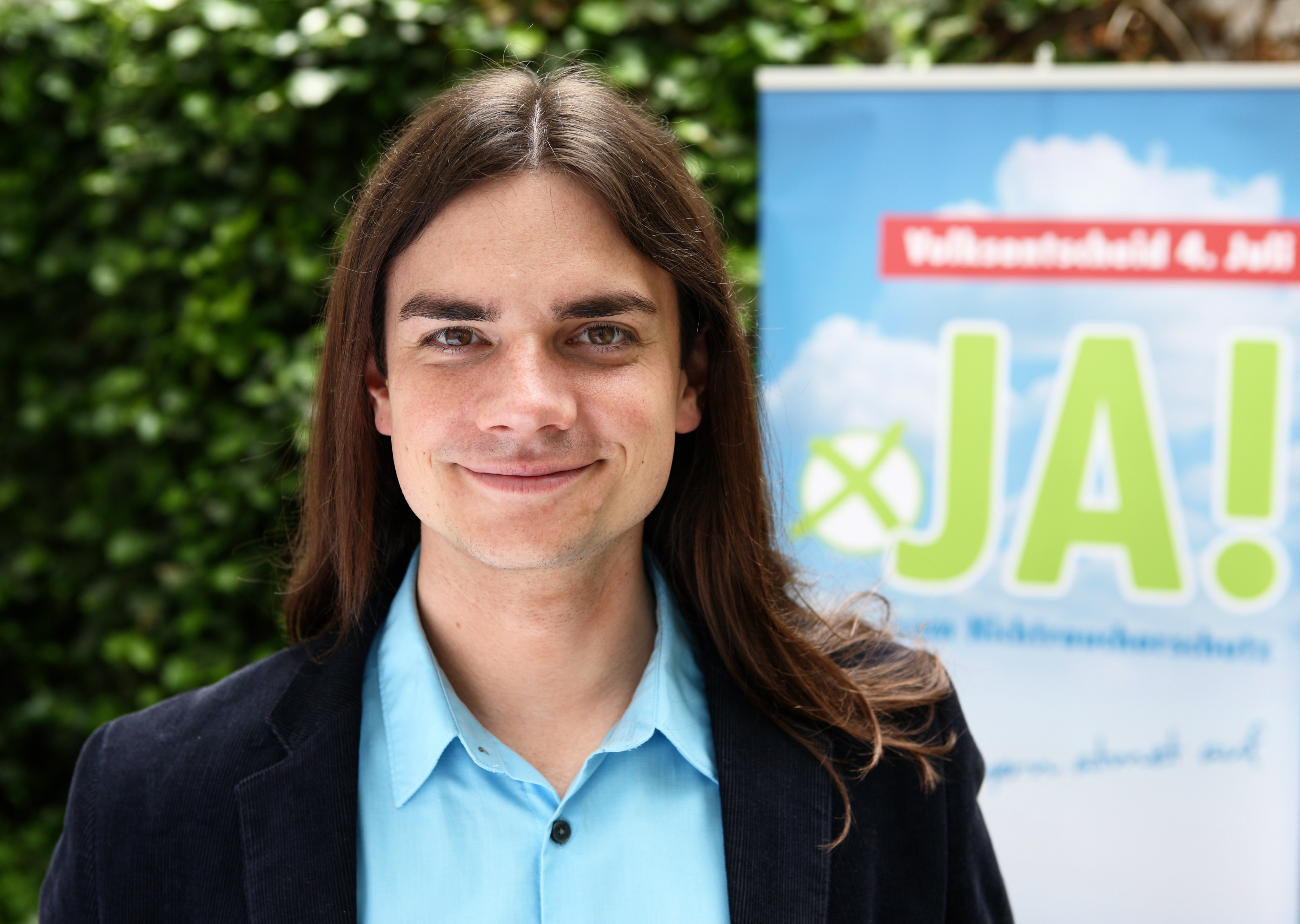
Bündnis-Sprecher Sebastian Frankenberger vor dem Wahlplakat

Der Volksentscheid „Nichtraucherschutz“ in Bayern wurde am 4. Juli 2010 in Bayern aufgrund des zuvor erfolgreichen Volksbegehrens „Für echten Nichtraucherschutz!“ abgehalten. Ziel des Volksbegehrens war die Änderung des bayerischen Gesetzes zum Schutz der Gesundheit (Gesundheitsschutzgesetz, GSG), durch welches schließlich ein Rauchverbot in der Gastronomie ohne Ausnahmen eingeführt wurde. Initiiert wurde es von der ÖDP, später wurde es auch von SPD, Grünen sowie zahlreichen gemeinnützigen Vereinen unterstützt. Für das Volksbegehren hatten sich zwischen 19. November und 2. Dezember 2009 13,9 % der Stimmberechtigten eingetragen. Der Landtag lehnte das Volksbegehren am 14. April 2010 ab, so dass es zum Volksentscheid über das Gesundheitsschutzgesetz kam. Am Volksentscheid beteiligten sich etwa 3,5 Millionen Stimmberechtigte (37,7 %), von denen etwa 2,1 Millionen (61,0 %) für den Gesetzesentwurf stimmten.

## Ausgangslage
Bei der Landtagswahl in Bayern 2003 hatte die CSU ihre absolute Mehrheit ausgebaut und konnte somit erneut alleine regieren. Sie setzte das bisher umfassendste Rauchverbot in Deutschland durch, das am 1. Januar 2008 in Kraft trat.
Bei der Landtagswahl in Bayern 2008 verlor die CSU ihre seit 1962 gehaltene absolute Mehrheit. Mit verantwortlich gemacht für das Debakel wurde von einigen Parteivertretern das Rauchverbot. Ministerpräsident in spe Horst Seehofer sah „die bayerische Volksseele verletzt“. Problematisch wurde auch gesehen, dass viele Wirte das Gesetz durch die Gründung sogenannter „Raucherclubs“, die oft eine Ad-Hoc-Mitgliedschaft anboten, umgangen hatten. Der künftige Koalitionspartner, die FDP, hatte sich im Wahlkampf für ein „liberaleres“ (raucherfreundlicheres) Gesetz ausgesprochen. Dieses wurde unter dem Kabinett Seehofer I zum 1. August 2009 dann auch umgesetzt, was von der Opposition und Nichtraucher-Initiativen scharf kritisiert wurde.

## Gesetzesentwurf
Der Gesetzesentwurf des Volksbegehrens entsprach fast vollständig jener Fassung des Gesundheitsschutzgesetzes vom 12. Dezember 2007, die in Bayern im Wesentlichen vom 1. Januar 2008 bis zum 31. Juli 2009 gegolten hat. Einziger Unterschied war, dass in Gaststätten das Rauchen in jedem Fall verboten sein soll: Die zur Einrichtung sogenannter Raucherclubs genutzte Ausnahme für geschlossene Gesellschaften ist nicht vorgesehen (Art. 2 Nr. 8). Diese Ausnahme war bereits durch die Änderung des Gesundheitsschutzgesetzes zum 1. August 2009 aufgehoben worden; durch das Volksbegehren sollten aber die mit dieser Gesetzesänderung eingeführten neuen Ausnahmen wieder abgeschafft werden.
Durch das Volksbegehren und den erfolgreichen Volksentscheid wurden im Einzelnen folgende Änderungen im Vergleich zur früheren Rechtslage eingeführt:
- Das Rauchverbot gilt in allen Gaststätten (einschließlich Festzelten), ohne Ausnahmen.
- In Kultur- und Freizeiteinrichtungen (sofern diese nicht unter das Gaststättengesetz fallen) gilt das Gesundheitsschutzgesetz – und damit das Rauchverbot – nur, sofern diese öffentlich zugänglich sind. Zuvor waren laut Gesetz alle derartigen Einrichtungen vom Gesetz betroffen, unabhängig ob sie öffentlich zugänglich waren oder nicht.
- In Kultur- und Freizeiteinrichtungen (wobei hier nur die öffentlich zugänglichen vom Gesetz betroffen sind, siehe oben) sowie Gaststätten sind keine Raucherräume möglich (Bis zum 31. Juli 2010 konnten dort Nebenräume als Raucherraum ausgewiesen werden. In Diskotheken durfte sich im Raucherraum keine Tanzfläche befinden).
- Kindern und Jugendlichen ist der Zutritt zu den verbliebenen Raucherräumen (z. B. an Flughäfen) gemäß dem Gesundheitsschutzgesetz nicht verboten. Das Rauchen ist Kindern und Jugendlichen allerdings auch dort auf Grund der Bestimmungen des Jugendschutzgesetzes verboten. Bis zum 31. Juli 2010 war Kindern und Jugendlichen der Zutritt zu Raucherräumen ausdrücklich verboten.
- Die sogenannte „Innovationsklausel“, wonach es durch Verordnung des Bayerischen Umweltministeriums weitere Ausnahmen vom Rauchverbot geben konnte, wenn durch technische Vorkehrungen ein vergleichbarer Nichtraucherschutz erreicht wurde, entfiel.

Die folgende Tabelle stellt die Unterschiede anhand der Gesetzestexte zwischen dem früher geltenden Gesetz und dem aktuellen Gesetz in der Fassung des Volksbegehrens zusammengefasst gegenüber (entspricht nicht dem Wortlaut):
| gemäß               | Gesundheitsschutzgesetz vom 20. Dezember 2007, zuletzt geändert durch Gesetz vom 27. Juli 2009, gültig bis 31. Juli 2010 | Aktuell geltendes Gesundheitsschutzgesetz vom 23. Juli 2010 (Fassung des Volksbegehrens „Für echten Nichtraucherschutz!“)                                                                                            |
| ------------------- | --- | --- |
| Art. 2 Nr. 6        | Das Gesundheitsschutzgesetz findet [u. a.] Anwendung auf: Kultur- und Freizeiteinrichtungen […], insbesondere Kinos, Museen, Bibliotheken, Theater und Vereinsräumlichkeiten. | Das Gesundheitsschutzgesetz findet [u. a.] Anwendung auf: Kultur- und Freizeiteinrichtungen […], soweit sie öffentlich zugänglich sind, insbesondere Kinos, Museen, Bibliotheken, Theater und Vereinsräumlichkeiten. |
| Art. 5 Abs. 1 Nr. 4 | Ausgenommen vom Rauchverbot sind [auch] Bier-, Wein- und Festzelte, die nur vorübergehend und in der Regel an wechselnden Standorten betrieben werden sowie vorübergehend als Festhalle genutzte ortsfeste Hallen auf Volksfesten und vergleichbar großen Veranstaltungen; als vorübergehend gilt ein Zeitraum von höchstens 21 aufeinander folgenden Tagen bezogen auf einen Standort. | [Keine entsprechende Bestimmung im Gesetzentwurf.] |
| Art. 5 Abs. 1 Nr. 5 | Ausgenommen vom Rauchverbot sind [auch] getränkegeprägte Gaststätten mit weniger als 75 m² Gastfläche und ohne abgetrennten Nebenraum, wenn Kindern und Jugendlichen der Zutritt nicht gestattet ist und die Gaststätten am Eingangsbereich in deutlich erkennbarer Weise als Rauchergaststätten, zu denen Minderjährige keinen Zutritt haben, gekennzeichnet sind.                     | [Keine entsprechende Bestimmung im Gesetzentwurf.] |
| Art. 5 Abs. 2       | Durch Rechtsverordnung […] können weitere Ausnahmen zugelassen werden, wenn durch technische Vorkehrungen ein dem Rauchverbot vergleichbarer Schutz vor den Gefahren des Passivrauchens geleistet werden kann [so genannte „Innovationsklausel“]. | [Keine entsprechende Bestimmung im Gesetzentwurf.] |
| Art. 6 Abs. 1       | Auch in Kultur- und Freizeiteinrichtungen (Art. 2 Nr. 6) und Gaststätten (Art. 2 Nr. 8) kann das Rauchen in einem Nebenraum gestattet werden. In Diskotheken und anderen Tanzlokalen kann das Rauchen in einem Nebenraum dabei nur gestattet werden, sofern sich darin keine Tanzfläche befindet.                                                                                       | Keine Raucherräume in Kultur- und Freizeiteinrichtungen (Art. 2 Nr. 6, sofern öffentlich zugänglich) sowie Gaststätten (Art. 2 Nr. 8).                                                                               |
| Art. 6 Abs. 3       | Kindern und Jugendlichen ist der Zutritt zu Raucherräumen nicht gestattet. [Es bestehen einzelne Ausnahmen beispielsweise für Justizvollzugsanstalten und Einrichtungen zur Suchttherapie.] | [Keine entsprechende Bestimmung im Gesetzentwurf.] |

## Verfahren

### Antrag
Am 17. Juli 2009, zwei Tage nachdem der Bayerische Landtag eine Lockerung des Nichtraucherschutzgesetzes beschlossen hatte, reichten die Initiatoren um Klaus Mrasek (ÖDP, Beauftragter für das Volksbegehren) und Sebastian Frankenberger (ÖDP, stellvertretender Beauftragter) den Antrag auf Zulassung eines Volksbegehrens mit insgesamt 42.028 gültigen Unterschriften beim bayerischen Innenministerium ein. Somit wurden die nötigen 25.000 Unterschriften erreicht und das Begehren am 18. August 2009 durch das Innenministerium zugelassen.

### Eintragung
Die Eintragungsfrist für das Volksbegehren reichte vom 19. November bis zum 2. Dezember 2009. Im Endergebnis konnten 1.297.596 gültige Eintragungen für das Volksbegehren festgestellt werden, was 13,9 % aller Stimmberechtigten entspricht. Die zur Rechtsgültigkeit des Volksbegehrens erforderliche Anzahl von 936.350 Unterschriften (10 % der Stimmberechtigten) wurde damit um 361.246 Eintragungen überschritten. Somit ist dieses Volksbegehren in Bayern in absoluten Zahlen das zweit-erfolgreichste (hinter Volksbegehren „Nein zu Studiengebühren in Bayern“) und prozentual gesehen das vierterfolgreichste Volksbegehren seit 1967.

### Behandlung im Landtag
Das rechtsgültige Volksbegehren wurde am 14. Januar 2010 vom Bayerischen Ministerpräsidenten dem Bayerischen Landtag unterbreitet. In der beigefügten Stellungnahme erklärte die Staatsregierung ihre Ablehnung des Volksbegehrens und sah stattdessen in der damals geltenden Rechtslage einen „sachgerechten und angemessenen Ausgleich der widerstreitenden Interessen“.
Der Landtag behandelte das Begehren in erster Lesung am 4. Februar 2010 und in zweiter Lesung am 14. April 2010. Damit wurde die dreimonatige Frist vollständig genutzt. Der Landtag lehnte den Gesetzentwurf des Volksbegehrens ab, beschloss aber keinen Gegenentwurf. Gegen das Volksbegehren sprachen sich die Fraktionen der CSU, der FDP sowie der Freien Wähler aus, SPD und Grüne stimmten dafür. Entgegen der jeweiligen Fraktionsmehrheit stimmten drei CSU-Abgeordnete für das Volksbegehren, das Volksbegehren erhielt aber auch eine Gegenstimme aus der SPD.

### Volksentscheid
Aufgrund der Ablehnung des Landtags wurde ein Volksentscheid über das Gesundheitsschutzgesetz notwendig. Als Termin für diesen wurde von der Bayerischen Staatsregierung der 4. Juli 2010 bestimmt. Da vom Landtag kein eigener neuer Gesetzesvorschlag zur Abstimmung vorgelegt wurde, fand zum ersten Mal eine Abstimmung zwischen der bestehenden Gesetzeslage und dem Gesetzentwurf eines Volksbegehrens statt. Die Fragestellung auf dem Stimmzettel lautete:
Stimmen Sie dem nachfolgend abgedruckten Gesetzentwurf des Volksbegehrens „Für echten Nichtraucherschutz!“ zu?
Die Abstimmenden konnten mit „Ja“ oder „Nein“ stimmen.
Nach dem amtlichen Endergebnis sprachen sich 60,86 % (2.150.582) der abgegebenen Stimmen für die Vorlage aus dem Volksbegehren aus, 38,97 % (1.377.202) dagegen; 0,17 % (6.093) waren ungültig. Die Wahlbeteiligung lag bei 37,70 % (3.533.877). Die Neufassung des Gesundheitsschutzgesetzes trat damit am 1. August 2010 in Kraft.

## Aktionsbündnis „Bayern sagt nein!“
Im März 2010 wurde auf Initiative des Vereins zum Erhalt der bayerischen Wirtshauskultur (VEBWK) das „Aktionsbündnis ‚Bayern sagt nein!‘ für Freiheit und Toleranz“ gegründet, das sich für die Ablehnung des Volksbegehrens im Volksentscheid einsetzte. Bündnispartner waren neben dem VEBWK Branchenverbände der Gastronomie, der Festwirte, der Schausteller und der Brauereien sowie der Tabakindustrie. Als einzige Partei war die Bayernpartei dem Bündnis beigetreten.
Am 1. Juli 2010 berichtete der Deutschlandfunk, dass das Aktionsbündnis zu drei Vierteln von der Tabakindustrie sowie dem Tabakgroßhandel finanziert wurde.

## Erfolglose Verfassungsbeschwerde
Eine Verfassungsbeschwerde zweier Wirte und einer Raucherin gegen das im Volksentscheid beschlossene Gesetz wurde vom Bundesverfassungsgericht nicht zur Entscheidung angenommen. Das Bundesverfassungsgericht verwies in dem Beschluss auf sein Urteil vom 30. Juli 2008, in welchem bereits klargestellt wurde, dass ein striktes Rauchverbot mit dem Grundgesetz vereinbar ist.

## Sanktionierung bei Verstößen gegen das Gesetz
Verstöße gegen das Gesundheitsschutzgesetz werden als Ordnungswidrigkeit mit einer Geldbuße von fünf bis 1000 Euro bestraft.

## Auswirkungen

### Umsatzentwicklung in der Gastronomie
Bisher blieben befürchtete Umsatzrückgänge durch das Rauchverbot aus. Im zweiten Halbjahr 2010 stiegen die Umsätze in der bayerischen Gastronomie sogar leicht um 1,5 %. Dieser Trend setzte sich auch in den Folgemonaten fort: Von Januar bis September 2011 stieg der Umsatz in der Gastronomie nominal um 5,1 Prozent, real (preisbereinigt) um 3,6 Prozent.

### Auswirkungen auf das Oktoberfest 2010
Aufgrund der kurzen Vorlaufzeit bis zum Oktoberfest 2010 verzichtete die Stadt München darauf, den Betreibern der Festzelte Präventivmaßnahmen, wie beispielsweise bauliche Veränderungen der Zelte, abzuverlangen. Von den Wirten wurde aber verlangt, Hinweise auf das Rauchverbot in den Zelten anzubringen und über die Ordnungsdienste für die Einhaltung des Rauchverbots zu sorgen. Verstöße gegen das Rauchverbot seien zwar Ordnungswidrigkeiten, würden jedoch, da im Ordnungswidrigkeitsrecht das Opportunitätsprinzip gelte, aufgrund des Ermessens im Einzelfall nicht geahndet.
Der Wirtesprecher Toni Roiderer verkündete allerdings, dass die Wiesnwirte sich darauf geeinigt haben, das Rauchverbot bereits zur Wiesn 2010 umzusetzen, um damit Erfahrungen für das kommende Jahr zu sammeln. Sollte die Umsetzung weitgehend problemlos verlaufen, könnten für 2011 Umbauten vermieden und damit die Preise für Bier und Speisen nicht wesentlich angehoben werden müssen.

### Auswirkungen auf andere Länder
Der Erfolg des bayerischen Volksbegehrens hat dazu geführt, dass auch in anderen Ländern (z. B. Nordrhein-Westfalen, Hamburg und Berlin), auf Bundesebene sowie in Österreich ähnliche Initiativen gestartet wurden.